# Susan Ideh
Susan Funaya Ideh (* 5. Mai 1987) ist eine nigerianische Badmintonspielerin. 

## Karriere
Susan Ideh gewann bei den Afrikameisterschaften 2004 und 2009 Silber. 2010 gewann sie Silber, 2011 Silber und Bronze. Bei den Afrikaspielen 2007 und 2011 erkämpfte sie sich jeweils Silber. Bei den Mauritius International 2009 siegte sie im Damendoppel. 

## Sportliche Erfolge
| Saison | Veranstaltung           | Disziplin   | Platz | Name                              |
| ------ | ----------------------- | ----------- | ----- | --------------------------------- |
| 2004   | Afrikameisterschaft     | Dameneinzel | 3     | Susan Ideh                        |
| 2007   | Afrikaspiele            | Damendoppel | 2     | Susan Ideh / Grace Daniel         |
| 2009   | Afrikameisterschaft     | Dameneinzel | 3     | Susan Ideh                        |
| 2009   | Mauritius International | Damendoppel | 1     | Susan Ideh / Juliette Ah-Wan      |
| 2009   | Mauritius International | Dameneinzel | 3     | Susan Ideh                        |
| 2010   | Afrikameisterschaft     | Damendoppel | 2     | Susan Ideh / Maria Braimoh        |
| 2011   | Afrikameisterschaft     | Damendoppel | 2     | Susan Ideh / Hajara Maria Braimoh |
| 2011   | Afrikameisterschaft     | Dameneinzel | 3     | Susan Ideh                        |